# تنوب ظريف
التنوب الظريف أو التنوب المستحب (الاسم العلمي:Abies amabilis) هو نوع من النباتات يتبع جنس التنوب من الفصيلة الصنوبرية.